# 人民桥 (广州)
人民桥位于中华人民共和国廣東省广州市，为廣州第二座橫跨珠江的橋樑。
其北起六二三路、与康王南路相连，跨越珠江，南至洪德路、与工业大道北相连，是一座3孔预应力钢筋混凝土T形刚构带挂梁桥。大桥全长701.2米，主桥长182米，宽18米，其中行车道12米，两侧人行道各3米。南北引桥长519.2米，宽12米，但引桥不设人行道，由4座步梯连接主桥供行人、自行车上下。

## 歷史
民国21年（1932年），曾提出在太平南路（今人民南路）西濠口建筑西堤铁桥。民国24年（1935年），工务局亦进行筹划并选取桥式，但桥未筑成。中华人民共和国成立后，珠江南岸工业发展迅速，海珠桥难以承受日益加大的交通流量，急需建设新桥。1965年4月，经国家计委和建工部批准兴建人民桥，同年11月4日正式动工，于1967年5月1日竣工通车。1984年在人民桥南端建成洪德路立交桥疏导车流。1988年在人民桥北端，建成东、北、西3条匝道，分别连接沿江路、六二三路及沙面旧东桥。2000年在人民桥东侧建内环路，及拆除桥北三条匝道，而該橋部分車輛亦已分流至鶴洞大橋。
2013年9月22日，人民桥开始采用潮汐车道，是广州首条采取潮汐式可变车道的道路。
2017年，人民桥进行景观工程改造，将大桥及周边设施改造为欧陆风格，在桥两端增加桥头堡结构的观景平台并加装垂直电梯。